# Hippocamp
Hippocamp (S/2004 N 1) je měsíc Neptunu objevený v roce 2013 v pořadí jako čtrnáctý. Má zhruba 16 až 20 kilometrů v průměru, obíhá mezi Larissou a Proteem a je tak vzdálenostně šestým v pořadí. Má hvězdnou velikost 26,5 a pravděpodobně velmi malé albedo.
Měsíc S/2004 N 1 objevil v červenci 2013 Mark Showalter ze SETI Institute. Zkoumal snímky pořízené v roce 2009 Hubbleovým vesmírným dalekohledem za pomoci techniky podobné švenkování. Při následném zkoumání starších snímků zjistil, že měsíc byl zachycen už na snímcích v roce 2004. Snímky, na kterých měsíc odhalil, byly už dlouho dostupné veřejnosti, takže měsíc mohl objevit kdokoliv.